# Ейзоптрофобія

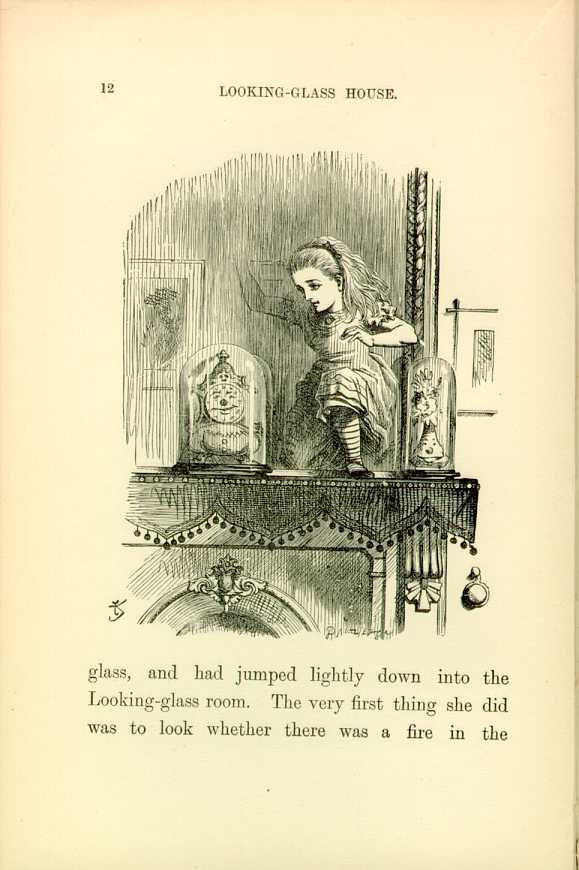
Аліса в Задзеркаллі

Ейзоптрофобія — переляк перед дзеркалами. Зокрема, це пов'язано з певними забобонами, що уявляють дзеркало як шлях у якийсь інший, потойбічний світ. Інколи це страх помінятися місцями зі своїм дзеркальним двійником. Боязнь дзеркал часто витікає з марновірств (наприклад, багато хто боїться розбити дзеркало, так як це нібито приносить нещастя). Люди, що страждають на ейзоптрофобію бояться залишатися в кімнаті, де є дзеркало, особливо ввечері та вночі, оскільки побоюються побачити в ньому когось, крім себе.